# Inverlochy Castle

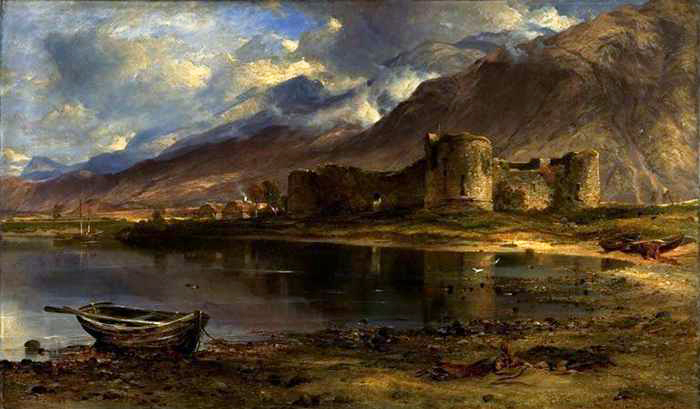
Die Ruinen Inverlochy Castle, Gemälde von Horatio McCulloch 1857.

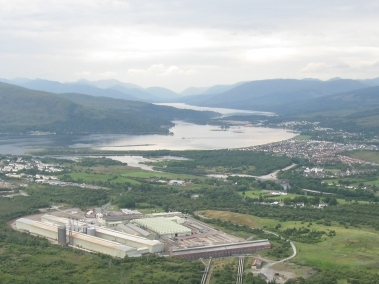
Inverlochy Castle liegt oberhalb der rechten Ecke der Aluminiumfabrik.

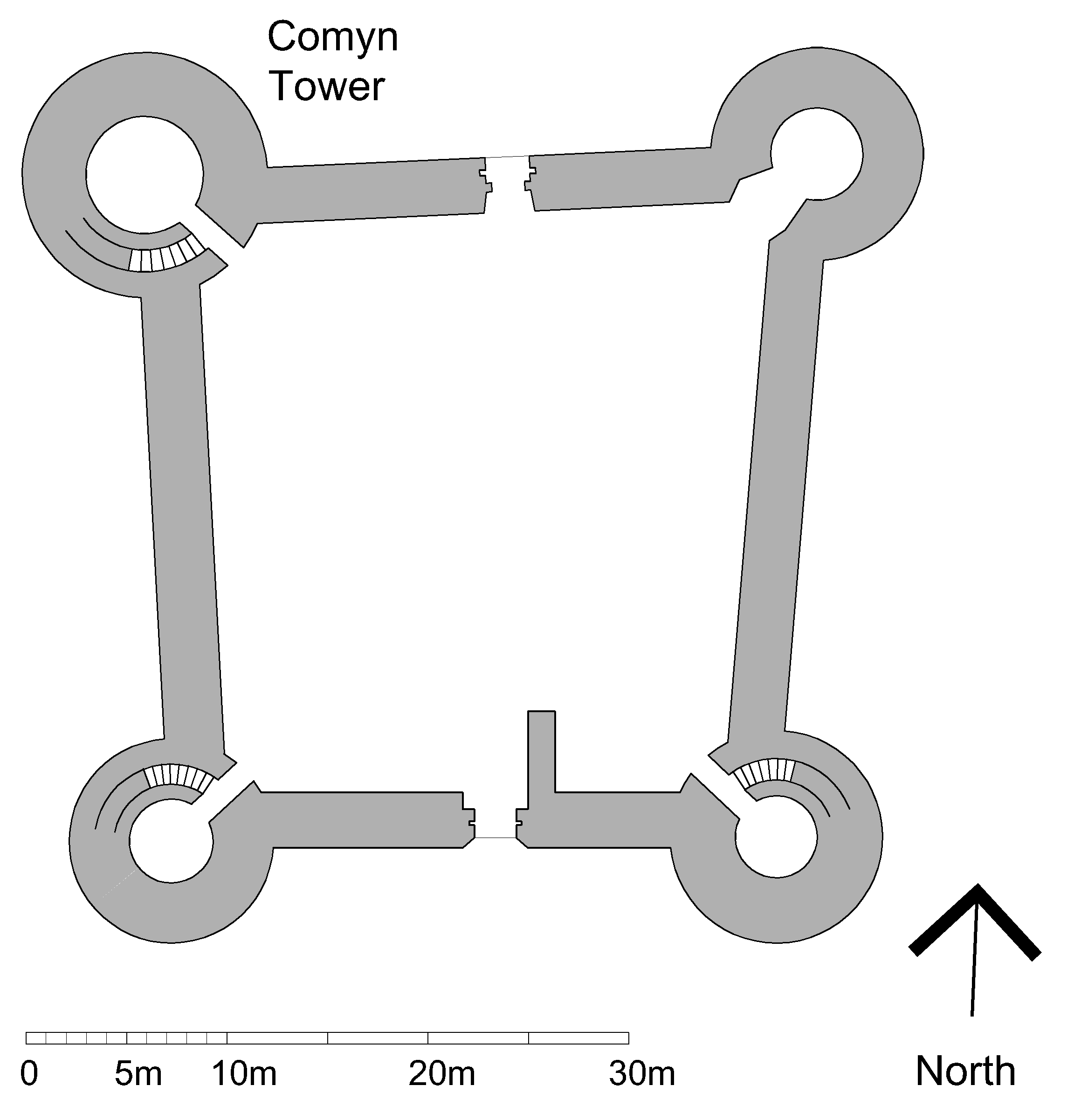
Grundriss von Inverlochy Castle

Inverlochy Castle ist die Ruine einer Niederungsburg in der Nähe des Dorfes Inverlochy und der Ortschaft Fort William in der schottischen Council Area Highland. Bei der Burg aus dem 13. Jahrhundert fanden zwei Schlachten statt. Das Gebäude, das heute von Historic Scotland verwaltet wird, blieb seit seinem Bau größtenteils unverändert.

## Geschichte
Inverlochy Castle wurde zwischen 1270 und 1280 für John „the Black“ Comyn, Lord von Badenoch und Lochaber und Chef des Clan Comyn, errichtet. Möglicherweise wurde die Burg an der Stelle einer früheren, piktischen Festung mit Siedlung errichtet, die der Geschichtswissenschaftler Hector Boece (1465–1536) als „Stadt“ erwähnt, die von den Wikingern zerstört wurde. Als Robert the Bruce 1306 den schottischen Thron bestieg, wurden die Comyns, seine Rivalen um den Thron, enteignet und die Burg war eine Zeitlang unbewohnt. 1431 besiegten Clanangehörige von Alexander MacDonald, dem Lord of the Isles, die zahlenmäßig überlegene Armee von König Jakob I. in der ersten Schlacht von Inverlochy, die in der Nähe der Burg ausgetragen wurde. Bis 1501 war die Burg dann in den Händen des Clan Cameron.
1505 wurde die teilweise zerstörte Burg an Alexander Gordon, 3. Earl of Huntly, verlehnt, den König Jakob IV. mit der Reparatur beauftragte, damit die Burg für eine königliche Garnison genutzt werden könnte. Dessen Bruder, William Gordon, Laird of Gight, wurde Master of Inverlochy und fiel in der Schlacht von Flodden Field. 1645 diente Inverlochy Castle als Zwischenstation für die royalistische Armee unter James Graham, 1. Marquess of Montrose, während seiner Kampagne gegen die Streitkräfte der Kovenanter unter Archibald Campbell, 1. Marquess of Argyll. Diese fand ihren Höhepunkt in einem royalistischen Sieg in der zweiten Schlacht von Inverlochy am 2. Februar 1645.
Im 19. Jahrhundert kaufte James Scarlett, 1. Baron Abinger, das Anwesen und ließ in der Nordwestecke ein Landhaus im Scottish-Baronial-Stil errichten, das heute das Inverlochy Castle Hotel ist. Kleine Verbesserungen an der Burg, wie die Restaurierung der Schießscharten und Zinnen, ließ Lord Abinger vor dem Besuch von Königin Victoria 1873 durchführen.

## Beschreibung
Inverlochy Castle ist heute eine Ruine. Bemerkenswert ist aber, dass die Burg seit ihrem Bau in der Regierungszeit König Alexander III. unverändert blieb. Die Ruine liegt am Südufer des River Lochy am strategisch wichtigen Eingang zum Great Glen, einem wichtigen Weg durch die Highlands. Eine Seite der Burg wurde durch den Fluss geschützt, die anderen drei Seiten ursprünglich durch einen Wassergraben. Inverlochy Castle hatte als hauptsächliche Verteidigungseinrichtung eine starke Kurtine. Der einfache Grundriss besteht aus einem quadratischen Innenhof, der von einer bis zu 2,7 Meter dicken und bis zu 7,6 Meter hohen Mauer mit Rundtürmen an jeder Ecke umgeben ist. Der größte der Türme, Comyn Tower, hat einen Innendurchmesser von 6,1 Meter und diente als Donjon der Burg. Die kleineren Türme haben einen Innendurchmesser von 4,3 Meter und alle vier Türme haben Treppen, die in den Mauern nach oben führen. Der Haupteingang lag im Süden, das „Water Gate“ war in der Nordfassade am Flussufer angebracht. Beide Eingänge hatten Fallgatter und am südlichen Eingang gab es wohl ein inneres Torhaus.
Inverlochy Castle gilt als Scheduled Monument.